# Henri Laoust
Pour les articles homonymes, voir Laoust.
Henri Laoust, né à Fresnes-sur-Escaut le 1er avril 1905 et mort à Rognes le 12 novembre 1983, est un universitaire et historien arabisant français. On lui doit des travaux fondamentaux sur le courant de pensée hanbalite et sur les schismes dans l'islam.

## Biographie
Henri Laoust fait ses études secondaires au lycée Gouraud à Rabat, où son père est directeur de l'Institut des hautes études marocaines, puis au lycée Louis-le-Grand à Paris. Reçu à l'École normale supérieure de la rue d'Ulm, et major à l'agrégation d'arabe en 1930, il enseigne d'abord à Constantine, puis devient secrétaire général, puis directeur de l'Institut français d'études arabes de Damas (1937-1941). Il est ensuite professeur à l'université de Lyon (1946-1956), au Collège de France de 1956 à 1976 (chaire de sociologie musulmane). Il est élu membre de l'Académie des inscriptions et belles-lettres en 1974.
Membre de plusieurs sociétés savantes, il est également membre de l'Académie arabe de Damas ainsi que de l'Académie de langue arabe du Caire et directeur des revues Revue des études islamiques et Abstracta islamica.

## Publications
Outre d'innombrables articles toujours très denses et souvent volumineux, publiés dans des revues spécialisées françaises et étrangères sur l'histoire de la pensée arabo-musulmane (Al-Mâwardi, Ahmad Ibn Hanbal, Ibn Taymiyyah, Ibn Khaldoun, Al-Hillî, Al-Baghdadi, etc.), on doit à Henri Laoust des ouvrages de référence, parmi lesquels :
- Essai sur les doctrines sociales et politiques d'Ibn Taimîya (661/1262-728/1328), Le Caire, IFAO, 1939[7]. (Thèse de doctorat ès-lettres)
- Le Traité de droit public d'Ibn Taimîya (édition et traduction), Damas, Institut français de Damas, 1952.
- Les gouverneurs de Damas sous les premiers ottomans (traduction des annales d'Ibn Tûlûn et d'Ibn Djûm'a), Damas, Institut français de Damas, 1952.
- Leçon inaugurale, Paris, Collège de France, 1956
- La profession de foi d'Ibn Batta (édition et traduction), Damas, Institut français du Proche-Orient, 1958[8]
- Le hanbalisme sous le califat de Bagdad, Paris, Geuthner, 1959.
- Le hanbalisme sous les Mamlouks bahrides, Paris, Revue des études islamiques, 1960.
- Les schismes dans l'Islam, Paris, Payot 1965[9]
- La politique de Ghazâlî, Paris, Geuthner, 1970[10].
- Pluralismes dans l’Islam, Paris, Geuthner, 1983.
- Le califat dans la doctrine de Rachîd Ridâ, Paris, Maisonneuve, 1986  (ISBN 2720010464) (textes originales de R. R. en fr.)
- La profession de foi d’Ibn Taymiyya, Paris, Geuthner, 1986
- Traité sur la Hisba- Al-hisba fi l-islâm d'Ibn Taymiyya (édition et traduction), Paris, Geuthner, 1994.

## Distinctions
- Officier de la Légion d'honneur
- Commandeur de l'ordre des Palmes académiques